# 松博特海伊
松博特海伊（匈牙利語發音：[ˈsombɒthɛj]，德語發音：[ʃtaɪ̯naˈmaŋɐ] ⓘ）是位於匈牙利西部的一個城市。靠近奧地利邊境。松博特海伊是沃什州的首府所在地。

## 友好城市
- 義大利费拉拉
- 義大利萊科
- 羅馬尼亞胡內多阿拉
- 德国考夫博伊伦
- 丹麦科靈
- 芬兰拉彭兰塔
- 俄羅斯约什卡尔奥拉
- 斯洛維尼亞马里博尔
- 爱沙尼亚讷梅
- 奥地利上瓦特
- 以色列拉馬干
- 斯洛伐克特爾納瓦
- 乌克兰乌日霍罗德
- 中国烟台市
- 法國 图尔